# Carlo Piaggio
Carlo Piaggio (Parma, 1824 – La Spezia, 1906) è stato un architetto italiano.

## Biografia

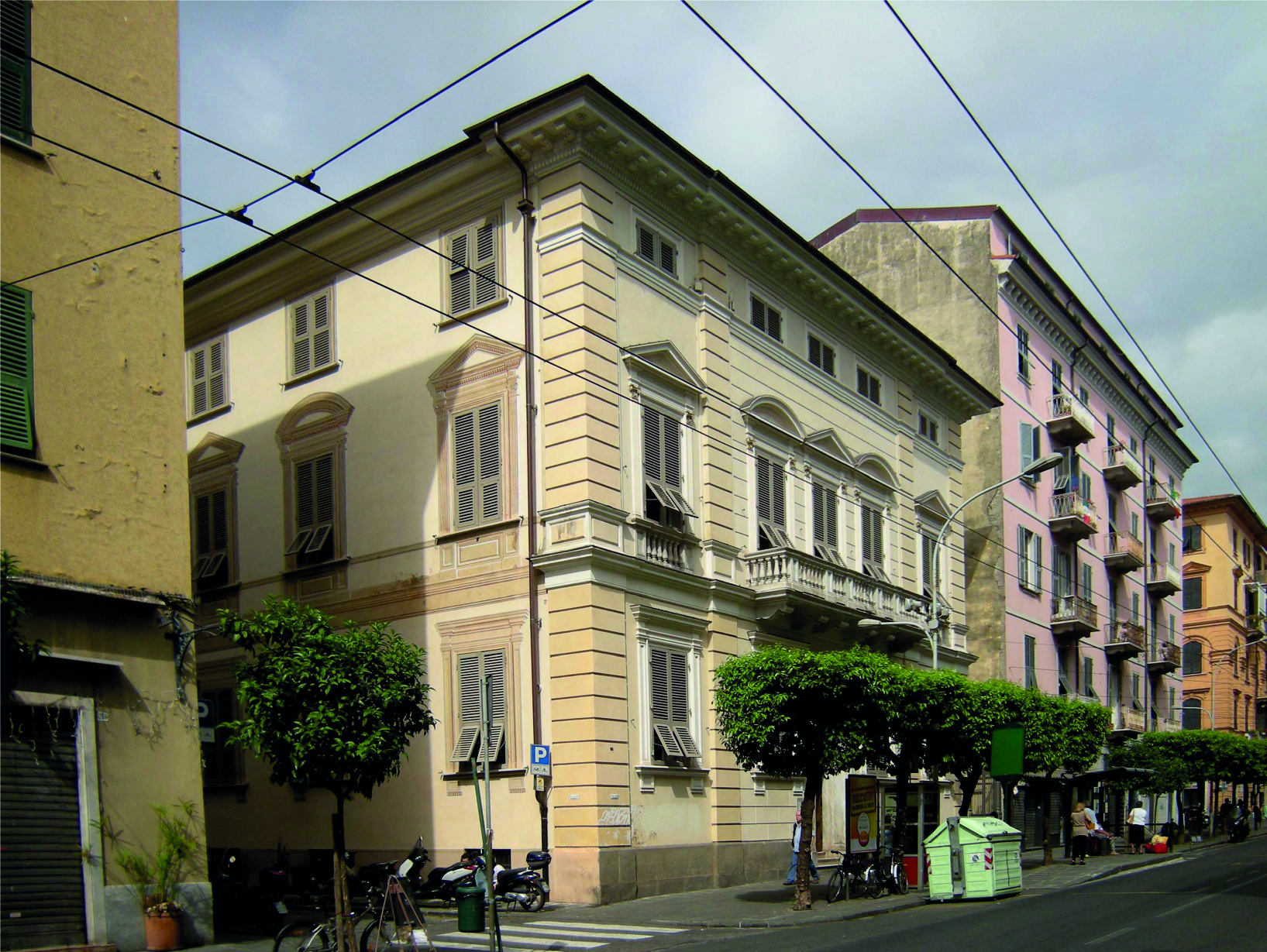
Palazzo Crozza

Originario di Parma dopo gli studi si trasferisce a La Spezia negli anni quaranta del XIX secolo dove si dedica ad un'intensa attività di progettista edilizio.
Operando negli anni dell'intenso sviluppo edilizio della città nella seconda metà del secolo vi realizza edifici per le famiglie Crozza e  De Nobili e vari palazzi residenziali. 
La sua architettura riassume gli stilemi eclettici tipici dell’epoca Umbertina privilegiando motivi architettonici ispirati al Rinascimento.
Molto attivo nella vita politica cittadina, fece parte della Commissione edilizia comunale e stese i Piani regolatori cittadini del 1851 e del 1870.
I suoi figli Gerolamo e Ciro sono stati suoi successori nella professione di architetto.

## Opere principali
- Palazzo Crozza, poi Biblioteca comunale Ubaldo Mazzini
- Palazzo Bianchi I, via N.Bixio 84
- Palazzo Montini, via Spallanzani, 13
- Palazzo Carletti, via dei Mille 90